# Huntsville (Alabama)
 For alternative betydninger, se Huntsville. (Se også artikler, som begynder med Huntsville)
Huntsville er en by i den nordlige del af staten Alabama i det sydøstlige USA. Huntsville har 215.006 (2020, 2020) indbyggere, og den er dermed den fjerdestørste by i staten Alabama. Byen ligger i de amerikanske counties Limestone County og Madison County.

## Ekstern henvisning
- Officiel hjemmeside